# Паскуаль Исрафилов, Эдди Сильвестр
Эдди Сильвестр Паскуаль Исрафилов (азерб. Eddi İsrafilov; род. 2 августа 1992, Рокетас-де-Мар, Андалусия) — азербайджанский футболист, полузащитник клуба «Нефтчи» и национальной сборной Азербайджана.

## Личная жизнь
Эдди Исрафилов родился в 1992 году в Испании в анголо-азербайджанской семье. Его отец — анголец, а мать Ирада Исрафилова — азербайджанка. В 1996 и 2004 годах Эдди Исрафилов впервые посетил родину своей матери, Азербайджан.

## Сборная
Эдди является гражданином Испании. Поэтому он мог выступать за сборные Испании, Анголы, Азербайджана. В январе 2015 года Эдди принял решение о выступлении за сборную Азербайджана. Дебютировал за сборную Азербайджана 28 марта 2015 года в матче против Мальты.

### Матчи и голы за сборную
| №  | Дата            | Оппонент | Счёт | Голы | Пасы | Карточки | Минуты | Соревнование             |
| -- | --------------- | -------- | ---- | ---- | ---- | -------- | ------ | ------------------------ |
| 1  | 28 марта 2015   | Мальта   | 2:0  | —    | —    | —        | 10'    | Отбор ЧЕ-2016 (группа H) |
| 2  | 3 сентября 2015 | Хорватия | 0:0  | —    | —    | —        | 1'     | Отбор ЧЕ-2016 (группа H) |
| 3  | 10 октября 2015 | Италия   | 1:3  | —    | —    | —        | 67'    | Отбор ЧЕ-2016 (группа H) |
| 4  | 13 октября 2015 | Болгария | 0:2  | —    | —    | —        | 8'     | Отбор ЧЕ-2016 (группа H) |
| 5  | 3 июня 2016     | Канада   | 1:1  | —    | —    | —        | 80'    | Товарищеский матч        |
| 6  | 8 октября 2016  | Норвегия | 1:0  | —    | —    | —        | 65'    | Отбор ЧМ-2018 (группа С) |
| 7  | 11 октября 2016 | Чехия    | 0:0  | —    | —    | —        | 1'     | Отбор ЧМ-2018 (группа С) |
| 8  | 26 марта 2017   | Германия | 1:4  | —    | —    | —        | 3'     | Отбор ЧМ-2018 (группа С) |
| 9  | 21 марта 2019   | Хорватия | 1:2  | —    | —    | —        | 90'    | Отбор ЧЕ-2020 (группа E) |
| 10 | 25 марта 2019   | Литва    | 0:0  | —    | —    | —        | 76'    | Товарищеский матч        |
| 11 | 9 октября 2019  | Бахрейн  | 3:2  | —    | 1    | —        | 90'    | Товарищеский матч        |
| 12 | 13 октября 2019 | Венгрия  | 0:1  | —    | —    | 67'      | 90'    | Отбор ЧЕ-2020 (группа E) |

Итого: сыграно матчей: 12 / забито голов: 0; победы: 3, ничьи: 4, поражения: 5.